# Småbodarna naturreservat
Småbodarna naturreservat är ett naturreservat i Norrtälje kommun i Stockholms län.
Området är naturskyddat sedan 2017 och är 11 hektar stort. Reservatet omfattar mindre höjder och en sträcka av en bäck. Reservatet består av granskog med inslag av lövträd, tall och ädellövträd.